# 黒木昭雄
黒木 昭雄（くろき あきお、1957年12月19日 - 2010年11月）は、日本の警察ジャーナリスト、探偵。元警視庁巡査部長。東京都出身。

## 来歴
- 1976年3月、修徳高等学校卒業後、警視庁採用 任警視庁巡査
- 1977年4月 警視庁警察学校卒業、警視庁本富士警察署配置
- 1983年 この頃巡査長
- 1986年7月 警視庁第二自動車警ら隊へ異動
- 1995年2月 警視庁荏原警察署へ異動
- 1999年2月 任警視庁巡査部長。退職

### 自殺
2010年11月2日、千葉県市原市で、駐車した車の中で死亡しているのが発見された。自殺とみられているが、不審死であるとの指摘もある。2011年4月3日、テレビ朝日系『ザ・スクープSP』「ジャーナリスト黒木昭雄さん死の真相」にて、その死に疑問を投げかける番組が放送された。
一方で生前親交のあった篠田博之によれば、遺書が見つかったことや自殺した11月1日の黒木の行動が判明していることから、「外形的には間違いなく自殺である」と述べている。黒木は11月1日午後4時頃ホームセンターで練炭コンロ2つや軍手、マッチなどをクレジットカードで購入した。この際のレシートも残されている。その後警察官だった父親の墓の前でワンカップの酒を飲み、妻の兄に携帯電話をかけていること、10月27日に医者に処方してもらった睡眠薬を飲み練炭自殺を図ったことも事実であるが、岩手17歳女性殺害事件の真相を取材する過程で黒木が物理的にも精神的にも追い詰められていたことが原因であるとしている。

## 人物
23年間の警視庁在籍中、23回もの警視総監賞を受賞。退職後は、捜査するジャーナリストとして、警察内部の様々な問題や世間を騒がせた事件などを独自の視点で解析し捜査していた。
没後、黒木と共に活動していた探偵・平松直哉が遺族と協議の結果、黒木昭雄の功績を残したいとの思いから和歌山県和歌山市日野の平松総合調査事務所内にて黒木昭雄記念館を設置。著書、23枚の警視総監賞、メダル、取材ノート等を展示している。
「週刊現代」で、“元警視庁公安部捜査員”を自称する北芝健が批判された際、記事に識者として名が挙げられた事が発端となり、北芝を名誉毀損で、損害賠償を求めて東京地裁に提訴。北芝が黒木非難の記事を多数書いたため。判決は北芝の名誉棄損を認定し賠償を命じる。

## 著書
- 警官は実弾を込め、撃鉄を起こした（草輝出版、1999年）
- 警官は狙いを定め引き金を弾いた（草輝出版、1999年）
- 警察腐敗 警視庁警察官の告発（講談社、2000年）
- 警察はなぜ堕落したのか（草思社、2000年）
- 栃木リンチ殺人事件〜警察はなぜ動かなったのか　（草思社、2001年）
- いきなり、誰かが襲ってきたら?（草思社、2002年）
- 葬式の値段にはウラがある（草思社、2003年）
- 栃木リンチ殺人事件 〜殺害を決意させた警察の怠慢と企業の保身〜（新風舎文庫、2005年）
- 神戸大学院生リンチ殺人事件 〜警察はなぜ凶行を止めなかったのか〜（草思社、2006年）
- 臨界点（講談社、2006年）
- おい、小池!全国指名手配犯リスト付き未解決事件ファイル（講談社、2007年）
- 秋田連続児童殺害事件 〜警察はなぜ事件を隠蔽したのか〜（草思社、2007年）
- 警察の世界の「お約束」（青春出版社、2007年）
- 神様でも間違う（遺稿）（インシデンツ、2012年）

### 共著
- 実録裏稼業ファイル（ミリオン出版、2006年）
- 実録(裏)稼業大事典（ミリオン出版、2009年）
- ヤバい病院DX（ミリオン出版、2011年）

### 監修
- 名探偵コナン防犯テクニック（小学館、2006年）